# 阿列克谢·米哈伊洛维奇·库满
阿列克谢·米哈伊洛维奇·库满（俄语：Алексей Михайлович Кумани，1833年？月？日—1897年？月？日），是俄国的外交官，曾担任驻清朝公使、驻保加利亚亲王国公使。